# بلانيت زو
بلانيت زو (بالإنجليزية: Planet Zoo)‏ هي لعبة محاكاة بناء وإدارة من تطوير شركة فرونتير دفلوبمنتس. صدرت اللعبة في 5 نوفمبر 2019 حصرياً على أجهزة مايكروسوفت ويندوز. حققت اللعبة نجاحاً تجارياً حيث تم بيع أكثر من مليون نسخة في 6 أشهر.